# 1982年の読売ジャイアンツ
1982年の読売ジャイアンツ（1982ねんのよみうりジャイアンツ）では、1982年の読売ジャイアンツの動向をまとめる。
この年の読売ジャイアンツは、藤田元司監督の2年目のシーズンである。

## 概要
連覇を目指すチームは開幕3連勝と好スタートを切り、4月下旬には6連勝で首位に立った。6月に広島に首位を明け渡し、一時は3位に後退するが、7月に再び首位に返り咲き前半を折り返す。後半戦に入ると広島は脱落し中日との優勝争いとなるが、8月下旬の首位攻防3連戦を全勝し、8月終了時点で中日に4ゲーム差を付ける。しかし9月に入ると松本匡史と河埜和正の1・2番が故障で相次いで離脱し中日に差を詰められ、9月28日の直接対決では9回に江川卓が4点差を追いつかれて逆転負けを喫しマジック点灯を許す。その後も星を伸ばせず、10月9日の大洋との最終戦では2年連続20勝がかかった江川がソロ本塁打3発を浴びて敗れシーズン終了。中日が最終戦で優勝を決めたのはその9日後であった。投手陣は江川以外にも西本聖・定岡正二・加藤初や新浦壽夫でローテーションを回し、角盈男とベテラン浅野啓司のダブルストッパーが2点台をマークするなど好調で、3年連続の防御率2点台を記録。打撃陣は4番の原辰徳がチーム1位の33本塁打と急成長し、中畑清も25本塁打を打つなど奮闘した。それ以外では松本が61盗塁で盗塁王を獲得し、チーム本塁打はリーグ3位も112盗塁はリーグ1位で、優勝の中日を上回った。カード別成績では中日が5位の大洋、最下位のヤクルトに30勝16敗の貯金14と大きく勝ち越したのに対し、巨人は大洋に14勝9敗3分、ヤクルトにも14勝10敗2分で貯金を1桁しか作れなかった。

## チーム成績

### レギュラーシーズン
|   | 開幕：4/3 | 開幕：4/3 | 5/1 | 5/1      | 6/1 | 6/1      | 7/1 | 7/1      | 8/4 | 8/4      | 9/1 | 9/1      |
| - | --------- | --------- | --- | -------- | --- | -------- | --- | -------- | --- | -------- | --- | -------- |
| 1 | 中        | 松本匡史  | 中  | 松本匡史 | 中  | 松本匡史 | 中  | 松本匡史 | 中  | 松本匡史 | 中  | 松本匡史 |
| 2 | 遊        | 河埜和正  | 遊  | 河埜和正 | 遊  | 河埜和正 | 遊  | 河埜和正 | 遊  | 河埜和正 | 遊  | 河埜和正 |
| 3 | 二        | 篠塚利夫  | 二  | 篠塚利夫 | 左  | ホワイト | 二  | 篠塚利夫 | 二  | 篠塚利夫 | 二  | 篠塚利夫 |
| 4 | 一        | 中畑清    | 一  | 中畑清   | 三  | 中畑清   | 一  | 中畑清   | 三  | 原辰徳   | 左  | ホワイト |
| 5 | 三        | 原辰徳    | 三  | 原辰徳   | 二  | 原辰徳   | 三  | 原辰徳   | 一  | 中畑清   | 三  | 原辰徳   |
| 6 | 左        | 淡口憲治  | 右  | 淡口憲治 | 右  | 淡口憲治 | 左  | 淡口憲治 | 左  | ホワイト | 一  | 中畑清   |
| 7 | 右        | トマソン  | 左  | 山本功児 | 一  | 山本功児 | 右  | トマソン | 右  | 淡口憲治 | 右  | 淡口憲治 |
| 8 | 捕        | 山倉和博  | 捕  | 山倉和博 | 捕  | 山倉和博 | 捕  | 山倉和博 | 捕  | 山倉和博 | 捕  | 山倉和博 |
| 9 | 投        | 江川卓    | 投  | 定岡正二 | 投  | 西本聖   | 投  | 新浦壽夫 | 投  | 定岡正二 | 投  | 加藤初   |

| 順位 | 4月終了時 | 4月終了時 | 5月終了時 | 5月終了時 | 6月終了時 | 6月終了時 | 7月終了時 | 7月終了時 | 8月終了時 | 8月終了時 | 最終成績 | 最終成績 |
| ---- | --------- | --------- | --------- | --------- | --------- | --------- | --------- | --------- | --------- | --------- | -------- | -------- |
| 1位  | 巨人      | --        | 巨人      | --        | 広島      | --        | 巨人      | --        | 巨人      | --        | 中日     | --       |
| 2位  | 大洋      | 2.5       | 中日      | 1.0       | 巨人      | 1.0       | 中日      | 1.0       | 中日      | 4.0       | 巨人     | 0.5      |
| 3位  | 中日      | 3.0       | 広島      | 1.0       | 中日      | 3.0       | 広島      | 2.0       | 阪神      | 8.0       | 阪神     | 4.5      |
| 4位  | 広島      | 3.0       | 大洋      | 3.0       | 大洋      | 4.0       | 大洋      | 6.5       | 広島      | 11.0      | 広島     | 8.0      |
| 5位  | ヤクルト  | 5.5       | ヤクルト  | 7.0       | 阪神      | 4.5       | 阪神      | 7.5       | 大洋      | 13.5      | 大洋     | 14.5     |
| 6位  | 阪神      | 7.0       | 阪神      | 12.0      | ヤクルト  | 17.5      | ヤクルト  | 19.0      | ヤクルト  | 23.5      | ヤクルト | 23.5     |

| 順位 | 球団               | 勝 | 敗 | 分 | 勝率 | 差   |
| 1位  | 中日ドラゴンズ     | 64 | 47 | 19 | .577 | 優勝 |
| 2位  | 読売ジャイアンツ   | 66 | 50 | 14 | .569 | 0.5  |
| 3位  | 阪神タイガース     | 65 | 57 | 8  | .533 | 4.5  |
| 4位  | 広島東洋カープ     | 59 | 58 | 13 | .504 | 8.0  |
| 5位  | 横浜大洋ホエールズ | 53 | 65 | 12 | .449 | 14.5 |
| 6位  | ヤクルトスワローズ | 45 | 75 | 10 | .375 | 23.5 |

## オールスターゲーム1982
- 選出選手及びスタッフ

| ポジション | 名前     | 選出回数 |
| ---------- | -------- | -------- |
| 監督       | 藤田元司 |          |
| 投手       | 江川卓   | 3        |
| 投手       | 定岡正二 | 初       |
| 投手       | 西本聖   | 3        |
| 捕手       | 山倉和博 | 2        |
| 一塁手     | 中畑清   | 2        |
| 三塁手     | 原辰徳   | 2        |
| 外野手     | 松本匡史 | 2        |
| 外野手     | 山本功児 | 初       |

- 太字はファン投票による選出。

## 表彰選手
- 盗塁王：松本匡史（61盗塁、初受賞）
- 最多奪三振：江川卓（196奪三振、3年連続3度目）
- ベストナイン：篠塚利夫（二塁手、2年連続2度目）
- ダイヤモンドグラブ賞：

西本聖（投手、4年連続4度目）
中畑清（一塁手、初受賞）
篠塚利夫（二塁手、2年連続2度目）
松本匡史（外野手、2年連続2度目）

## ドラフト
| 順位 | 選手名   | ポジション | 所属       | 結果                 |
| ---- | -------- | ---------- | ---------- | -------------------- |
| 1位  | 斎藤雅樹 | 投手       | 市立川口高 | 入団                 |
| 2位  | 岡本光   | 投手       | 松下電器   | 入団                 |
| 3位  | 石井雅博 | 外野手     | 明治大学   | 入団                 |
| 4位  | 川相昌弘 | 投手       | 岡山南高   | 入団                 |
| 5位  | 中島浩人 | 投手       | 日本鋼管   | 翌年シーズン後に入団 |
| 6位  | 藤本茂喜 | 内野手     | 明徳高     | 入団                 |